# Deuxième circonscription de Guma
La deuxième circonscription de Guma est une des 177 circonscriptions législatives de l'État fédéré Oromia, elle se situe dans la Zone Jimma. Son représentant actuel est Abey Ahmed Abadego.